# Portret pani Cézanne w czerwonym fotelu
Portret pani Cézanne w czerwonym fotelu (fr. Madame Cézanne dans un fauteuil rouge) – obraz Paula Cézanne’a, namalowany w 1877 r. Obecnie znajduje się w Museum of Fine Arts w Bostonie.
Obraz przedstawia życiową partnerkę i przyszłą żonę artysty, a zarazem jego ulubioną modelkę, Hortense Fiquet. Najważniejsza na obrazie jest gra kolorów, widoczna w tle, na tkaninie sukni, czy na zamyślonej twarzy kobiety, namalowanej krótkimi pociągnięciami pędzla. Pionowe pasy sukni, kontrastujące z ciemnozielonym tłem i czerwienią fotela, a także niebieskie wzory tapet, wyznaczają rytm kompozycji.
Pisarka Gertruda Stein utrzymywała, że Portret pani Cézanne w czerwonym fotelu był inspiracją do jej opowiadań Trzy żywoty.